# Pořadový krok

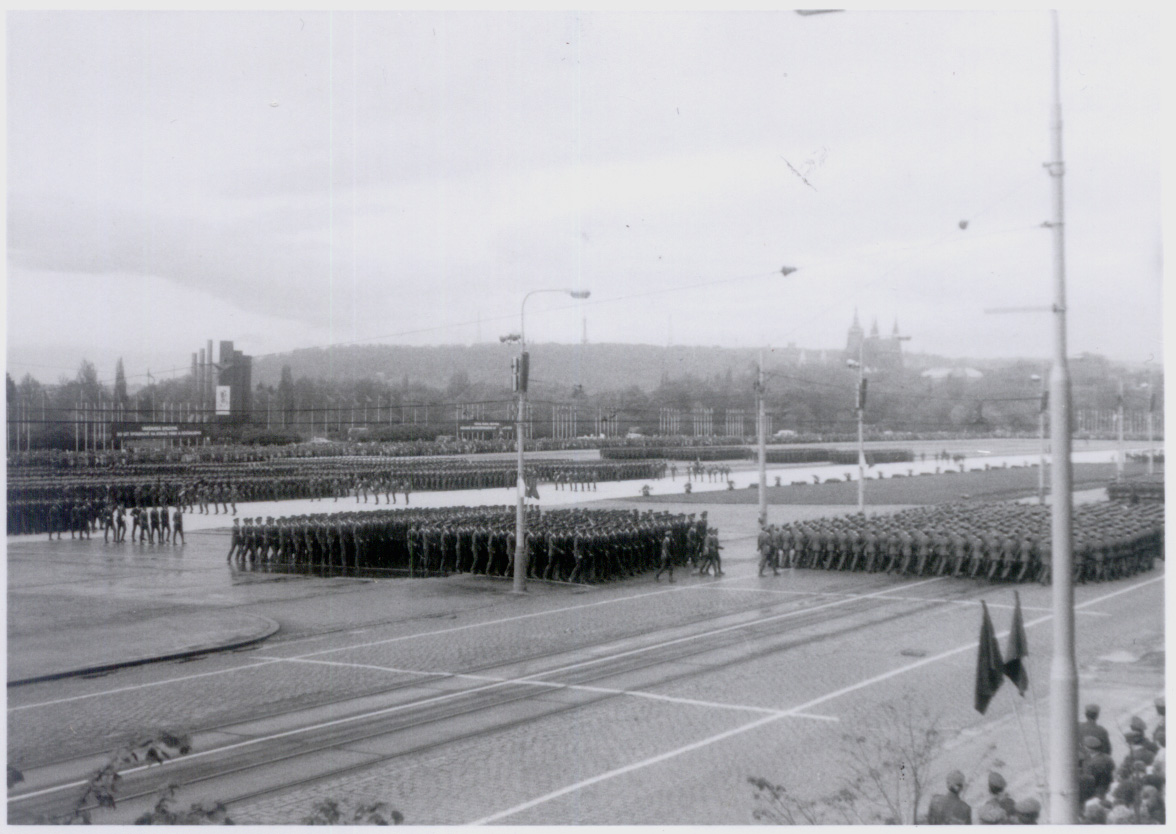
Vojenská přehlídka 9. května 1985

Pořadový krok je způsob pohybu jednotky (obvykle vojenské) nebo jednotlivce, který spočívá ve smluvené choreografii pohybů. Pohyby jednotlivců jsou synchronizovány a předem určeny. Smluvená choreografie pořadového kroku je spojena s dalšími obřadnými úkony a nezřídka vokálními projevy. Délka pořadového kroku v ČSLA v roce 1989 činila 70–80 cm. Pořadový krok je obvykle zadán při pochodu v tvaru. Pořadový krok je upraven i k použití sbory dobrovolných hasičů při jejich přehlídkách.

## Širší souvislosti
Pořadový krok je jedním z prvků širší výcvikové disciplíny – pořadové přípravy, ve které jsou cvičeni nejen vojáci, ale i příslušníci jiných uniformovaných složek (hasiči, policie), dříve i žáci. Cílem pořadové přípravy je naučit jednotlivce pohyb a postoje v organizované skupině podle povelů.
Pořadový krok je nacvičován v rámci pořadové přípravy i v armádě, policii a hasičstvu České republiky, obdobně jako v uniformovaných jednotkách jiných států.

## Použití
Hlavním efektem nácviku pořadového kroku je zvýšení disciplíny jednotlivce i jednotky. Správné provedení pořadového kroku má psychologický efekt zastrašení odpůrců mezi civilisty[zdroj?], jde o formu pochodu při státních a vojenských výročích a příležitostech. 

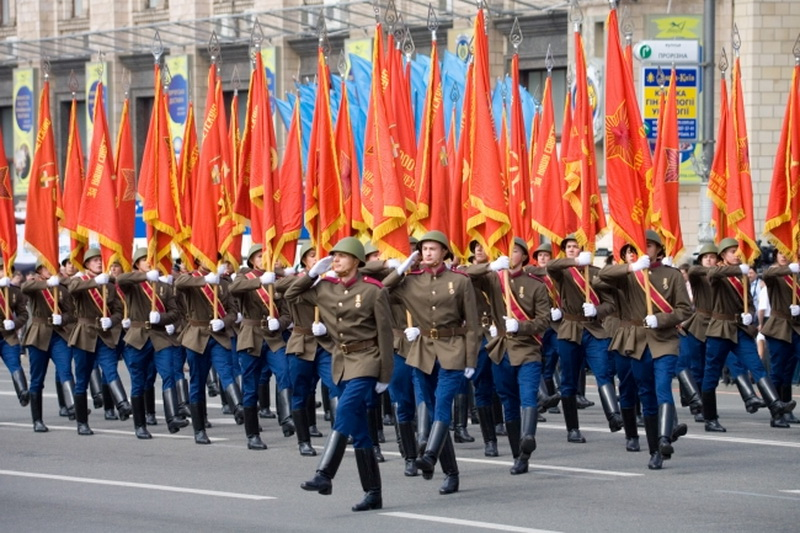
Oslavy dne vítězství v Kyjevě

## Pořadový krok v ČSLA
K synchronizaci pochodu jednotky branců dochází během týdne až dvou týdnů intenzivního každodenního nácviku. Tento choreografický prvek je typický mechanicky strnulými a nepřirozenými pohyby. V armádě je používán pro typický silný zvuk, který je vyluzován úderem plochy boty (kanady, obuv vz. 60.) o zem.

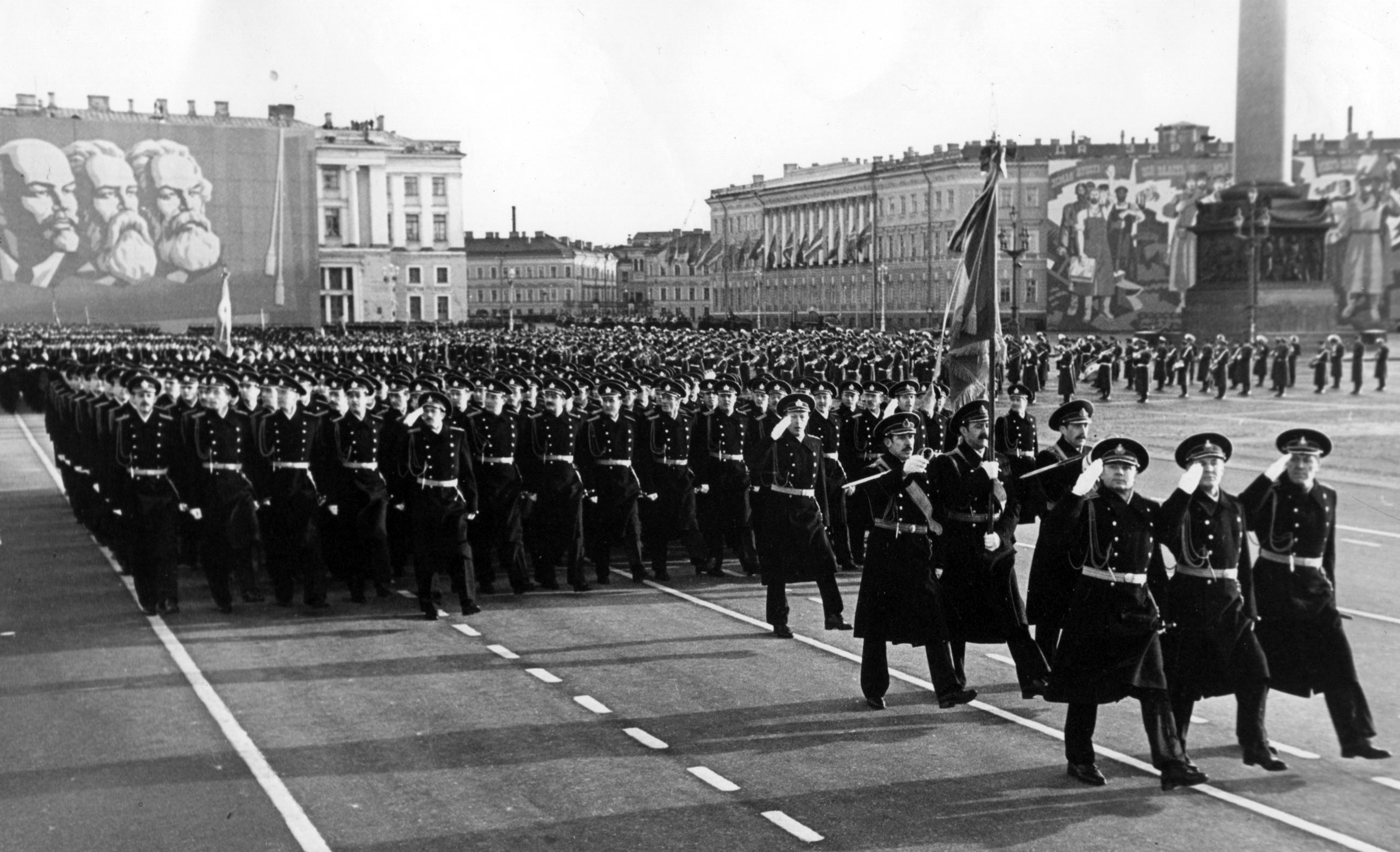
Armádní přehlídka v SSSR v roce 1983

Pořadový krok byl v armádě ČSSR zahájen po zadání příkazů, v armádě nazývaných povel, „Pozor!“ a následně „Pochodem v chod!“. Někdy býval zadán povel „Tvrdší krok!“ Rovněž bylo možné při pochodovém kroku zahájeném na povel „Pohov!“ a následně „Pochodem v chod!“ možné zadat povel „Pozor!“. Při pořadovém kroku je možné zadat pokyny „Na místě!“, „Čelem vzad!“, „Vpravo (vlevo) v bok!“, „Vpravo, vlevo hleď!“. Ve tvaru a při pochodu voják nehovoří. Pouze na pozdrav nadřízeného při přehlídce „Nazdar soudruzi!“ odpovídal spolu se všemi vojáky jednotně nacvičenou odpovědí „Zdar soudruhu (hodnost)!“. Často býval během nácviku zadán pokyn „Na místě!“. Povely byly během pořadového kroku vydávány hlasitým výkřikem, kdy byly od sebe v hlasitých výkřicích rozděleny slabiky nebo skupiny hlásek („Póóó - zor!“).
Při kroku drží voják hlavu, zvedá nohu 15 až 20 cm nad zem a špičky boty klopí k zemi. Hlavu a tělo drží zpříma. Řízně pak došlapuje na celé chodidlo. Rukama voják pohybuje podél těla. Ruce polosevřené (nikoliv v pěst, ale v tzv. "krabičku", kdy jsou ukazováček-malíček ohnuty mezi prvním a druhým článkem v pravém úhlu a konec ukazováčku se dotýká konce mírně pokrčeného palce), ohýbající se v lokti, se vyšvihují do úrovni opasku.

### Zastavení
Zvlášť muselo být nacvičeno s branci zastavení, protože při prvních pokusech o zastavení po vydání povelu „Zastavit stát!“ docházelo ke kolizím a pádům. Zastavení se provádělo tak, že po zadání pokynu udělá tvar jeden a půl kroku. pro zjednodušení byl brancům zadáván pokyn jako „Zastavit stát! Raz-dva!“ Je zřejmé, že každé zakolísání při provádění pokynu při choreografickém vystoupení skupiny na přehlídce je nežádoucí.

### Pohyb po mostě
Při přiblížení pochodujícího útvaru k mostu měl být vydáván povel „Zrušit krok!“, rytmické údery nohou pochodujících vojáků totiž dokáží za shody určitých okolností (rezonance) rozkývat i velmi pevný most a způsobit dokonce jeho zřícení. Údajně mělo ke zřícení mostu pod pochodujícími vojáky dojít za napoleonských válek ve Španělsku.